# Edgar Schiedermeier
Edgar Josef Schiedermeier (* 8. November 1936 in München) ist ein ehemaliger deutscher Postbeamter und Politiker der CSU.

## Leben
Schiedermeier besuchte bis 1954 das Gymnasium in Cham und wurde danach beim Postamt Cham als Postbeamter eingestellt. 1973 wurde er in den dortigen Personalrat gewählt, ein Jahr später zu dessen Vorsitzenden. Ab 1985 gehörte er auch dem Bezirkspersonalrat an. Die Tätigkeiten bei der damaligen Bundespost musste er durch den Wechsel in die Politik 1993 ruhen lassen.
Daneben war Schiedermeier Diözesanvorsitzender der Katholischen Arbeitnehmerbewegung in Regensburg.

## Politik
Schiedermeier gehörte dem geschäftsführenden Vorstand der CSU Oberpfalz als Schriftführer an, war in der Arbeitnehmer-Union und der CSA Vorsitzender im Bezirk Oberpfalz und stellvertretender Landesvorsitzender, darüber hinaus ehrenamtlicher Generalsekretär der EUCDA. Von 1972 bis 1994 gehörte er dem Stadtrat von Cham an, von 1976 an auch dem Kreistag.
Am 5. Juli 1993 rückte Schiedermeier in das Europäische Parlament nach, dem er bis 1999 angehörte. Reguläres Mitglied war er dort im Ausschuss für soziale Angelegenheiten, Beschäftigung und Arbeitsumwelt beziehungsweise für Beschäftigung und soziale Angelegenheiten, in der Delegation im gemischten parlamentarischen Ausschuss EU-Rumänien sowie in der paritätischen Versammlung des Abkommens zwischen den Staaten Afrikas, des karibischen Raumes und des Pazifischen Ozeans und der Europäischen Union.